# 무태 (북위)
무태(武泰)는 중국 북위(北魏) 효명제(孝明帝)의 다섯 번째 연호이다. 528년 정월에서 4월까지 4개월 동안 사용하였다. 528년 2월, 호태후(胡太后)가 효명제를 독살하고 효명제의 딸을 황제에 즉위시켰으나 곧 발각되었다. 뒤이어 원조(元釗)를 즉위시켰으나 이주영(爾朱榮)이 반정을 일으켜 효장제(孝莊帝)를 옹립하였다. 4월에 원조를 폐위시키고 즉위한 효장제는 개원하였다.
같은 시기에 사용된 다른 연호로는 양(梁)에서 사용한 대통(大通 : 527년 ~ 529년)이 있다.

## 개원
효창(孝昌) 4년 1월 8일(528년 2월 13일)에 무태(武泰)로 개원함.

## 연대대조표
| 무태                | 원년           |
| 서력                | 528년          |
| 육십간지 (六十干支) | 무신(戊申)     |
| 양 (梁)             | 대통(大通) 2년 |

## 삭일(1일)
| 무태 원년 (528년) | 1월             | 2월             | 3월             | 4월             | 5월             | 6월             | 7월             | 8월             | 9월             | 10월            | 11월            | 12월            |
| ----------------- | --------------- | --------------- | --------------- | --------------- | --------------- | --------------- | --------------- | --------------- | --------------- | --------------- | --------------- | --------------- |
| 삭일(음력)        | 기미일 (己未日) | 기축일 (己丑日) | 무오일 (戊午日) | 무자일 (戊子日) | 정사일 (丁巳日) | 정해일 (丁亥日) | 병진일 (丙辰日) | 병술일 (丙戌日) | 을묘일 (乙卯日) | 을유일 (乙酉日) | 갑인일 (甲寅日) | 갑신일 (甲申日) |
| 율리우스력        | 528년 2월 6일   | 3월 7일         | 4월 5일         | 5월 5일         | 6월 3일         | 7월 3일         | 8월 1일         | 8월 31일        | 9월 29일        | 10월 29일       | 11월 28일       | 12월 27일       |

## 같이 보기
- 중국의 연호

| 이전 연호 효창(孝昌) | 중국의 연호 북위(北魏) | 다음 연호 건의(建義) |